# Aqikekule
Aqikekule (kinesiska: 阿其克库勒) är en sjö i Kina. Den ligger i den autonoma regionen Xinjiang, i den nordvästra delen av landet, omkring 1 000 kilometer sydväst om regionhuvudstaden Ürümqi. Aqikekule ligger 4 672 meter över havet. Arean är 10,3 kvadratkilometer. Trakten runt Aqikekule är ofruktbar med lite eller ingen växtlighet. Den sträcker sig 4,1 kilometer i nord-sydlig riktning, och 6,1 kilometer i öst-västlig riktning.
Genomsnittlig årsnederbörd är 172 millimeter. Den regnigaste månaden är juni, med i genomsnitt 42 mm nederbörd, och den torraste är november, med 2 mm nederbörd.